# Северная повесть (фильм)
«Северная повесть» — советский исторический фильм 1960 года, снятый киностудией «Мосфильм». Режиссёр — Евгений Андриканис. Сценарий основан на одноимённой повести К. Паустовского.

## Сюжет
Две новеллы о любви, чести и достоинстве. Первая — о русском офицере Павле Бестужеве, вторая — о художнике, ленинградце 1960-х годов. Незадолго до декабрьского восстания 1825 года Павел Бестужев был сослан за дерзость в далекий гарнизон на Аландские острова. Вскоре ему представляется случай помочь раненому декабристу, который намеревался перейти границу. Ценой своей жизни Бестужев спасает беглеца и свою возлюбленную.

## В ролях
- Иева Мурниеце — Анна и Мария Якобсен
- Олег Стриженов — Павел Бестужев
- Валентин Зубков — Тихонов-художник и Тихонов-солдат
- Геннадий Юдин — Щедрин-академик и Щедрин-декабрист
- Николай Свободин — полковник Киселёв
- Виктор Кулаков — адъютант Мерк
- Павел Винник — эпизод, шкипер шведского брига
- Андрей Файт — Жак Пинер
- Иван Кузнецов — матрос Пахомыч
- Георгий Черноволенко — отец Анны
- Александр Кутепов — поручик Лобов
- Фёдор Никитин — доктор Траубе
- Николай Хрящиков — солдат
- Анатолий Торопов — секундант
- Николай Никитич — старый боцман
- Гавриил Белов — эпизод

## Съёмочная группа
- Автор сценария: Евгений Андриканис
  - Паустовский, Константин Георгиевич (повесть)

- Режиссёр: Евгений Андриканис
- Оператор: Семён Шейнин
- Художник-постановщик: Евгений Свидетелев
- Композитор: Анатолий Александров
- Звукорежиссёр: Валентин Лагутин
- Художник по костюмам: Л. Наумова[1]